# Forvo
Forvo je web, který umožňuje, jak již naznačuje motto „All the words in the world. Pronounced.“, nahrávat a přehrávat výslovnosti mnoha slov i jmen v mnohých jazycích. Stránka Forvo.com byla poprvé představena roku 2007 jejím spoluzakladatelem Israelem Rondónem, ovšem plně v provozu byla až o rok později. Forvo.com patří společnosti Forvo Media SL, sídlící ve Španělském San Sebastiánu, a je to bezkonkurenčně nejrozsáhlejší databáze výslovností na světě. V roce 2013 byla označena jako jedna z 50 nejlepších internetových stránek vůbec. Veškeré výslovnosti jsou vytvořeny uživateli, přičemž každý má možnost hlasovat pro každý příspěvek palcem nahoru, nebo naopak palcem dolů. 
Pro nahrávání hlasových souborů Forvo využívá technologii Flash od Adobe a nahrávka jednoho slova nebo slovního spojení může trvat maximálně čtyři sekundy. 
K souboru není třeba nahrávat zvukovou stopu, stačí jej přidat do seznamu Slov čekajících na výslovnost a počkat, až ho někdo namluví. 
Rozlišují se anonymové, zaregistrovaní uživatelé a editoři. Zaregistrovaní uživatelé mohou mimo jiné také kontaktovat některé uživatele a přidávat kategorie. Editoři mohou navíc namlouvat až několik slov najednou, mazat kategorie, mazat špatné výslovnosti (pouze ve svém rodném jazyce) a diskutovat na editorském fóru.
- Forvo je dostupné ve 42 jazycích včetně češtiny.

- Čeština zde má v současné době (červen 2016) již přes 63 000 namluvených výslovností a tím se řadí mezi 23 světových jazyků na Forvu, které přesáhly hranici 50 000 namluvených výslovností.
- Na stránkách Forvo se, podobně jako na Wikipedii, nezobrazují žádné reklamy, lze však přispět přes PayPal.

## Pravidla
Forvo doporučuje nahrávat spíše krátká slova a fráze, ale přidávána mohou být i delší slova. Pokud výslovnost nesplňuje všechny podmínky, nebo obsahuje vulgarismy, je editor oprávněn nahrávku bez upozornění natrvalo smazat.